# The Greenhornes
The Greenhornes er et rockband fra den amerikanske by Detroit. Gruppen bestod oprindeligt af John Curley, Jack Lawrence, Patrick Keeley og Craig Fox. Kun Jack (bas), Patrick (trommer og vokaler) og Craig (guitar og vokaler) er tilbage.
De har udgivet fire albums: Gun For You, Dual Mono, The Greenhornes og Sewed Soles. 
Patrick Keeley og Jack Lawrence arbejdede i 2004 sammen med Jack White på rytmesektionen på Loretta Lynns album Van Lear Rose, som Jack White producerede. I 2005/2006 grundlagde Keeley og Lawrence bandet The Raconteurs sammen med Jack White. Brendan Benson vil også medvirke i det projekt.
The Greenhornes spiller musik i genren indierock til 1960'er psykedelisk rock.

## Diskografi
- Gun for You (1999)
- The Greenhornes (2001)
- Dual Mono (2002)
- East Grand Blues (2005) EP
- Four Stars (2010)
- Eric Burdon & The Greenhornes (2012) EP